# Odontomyia barbata
Odontomyia barbata är en tvåvingeart som först beskrevs av Lindner 1940.  Odontomyia barbata ingår i släktet Odontomyia och familjen vapenflugor. Inga underarter finns listade i Catalogue of Life.